# Nikołaj Patoliczew
Nikołaj Patolicziew, biał. Мікалай Патолічаў, ros. Никола́й Семёнович Пато́личев (ur. 10 września?/23 września 1908 w Zolinie koło Niżnego Nowgorodu, zm. 1 grudnia 1989 w Moskwie) – radziecki działacz partyjny, I sekretarz Komunistycznej Partii Białorusi (1950–1956), minister handlu zagranicznego ZSRR (1958–1985). 

## Życiorys
Wstąpił do WKP(b) w 1928 roku, od 1939 roku był zastępcą członka KC WKP(b) i jego członkiem w latach 1941–1986. Był deputowanym Rady Najwyższej ZSRR (od I do XI kadencji). 
W latach 1939–1941 pełnił funkcję I sekretarza Jarosławskiego, od 1941 do 1946 roku Czelabińskiego, a od 1947 do 1950 roku rostowskiego obkomu (komitetu obwodowego) WKP(b). W latach 1946–1947 był sekretarzem KC WKP(b) wybranym na miejsce G. Malenkowa. 
Od 1956 do 1958 roku pełnił urząd pierwszego wiceministra spraw zagranicznych ZSRR, a od 1958 do 1985 roku ministra handlu zagranicznego ZSRR. Od 24 maja 1958 do 4 lutego 1960 był sekretarzem generalnym Układu Warszawskiego.
Dwukrotny Bohater Pracy Socjalistycznej (1975, 1978). Jedenastokrotny kawaler Orderu Lenina (17 maja 1939, 30 września 1943, 5 sierpnia 1944, 31 marca 1945, 31 lipca 1958, 17 grudnia 1966, 20 września 1968, 21 grudnia 1973, 30 grudnia 1975, 22 września 1978 i 5 sierpnia 1982). Poza tym odznaczony m.in. Orderem Rewolucji Październikowej (22 września 1983), Orderem Czerwonego Sztandaru Pracy (15 stycznia 1943) i 13 medalami, m.in. Medal „Za obronę Moskwy” i Stalingradu, 100-lecia urodzin Lenina, 800-lecia Moskwy, Weterana Pracy.